# 安本 (横手市)
安本（やすもと）は、秋田県横手市の大字。郵便番号013-0811。人口は383人、世帯数は129世帯（2020年10月1日現在）。住居表示は全域で未実施。旧仙北郡金沢町大字安本、旧仙北郡安本村に相当する。

## 地理
横手市の北端に位置しており、東で杉沢、北西と西で仙北郡美郷町、南で杉目、北で金沢中野と隣接する。東西に長い領域を擁し、南西端を横手川が北西に流れる。東端は国道13号が南北に通り、南端から西北西方向に向かう市道は、中央部で奥羽本線、西部で県道267号金沢吉田柳田線と交差する。集落は同市道は沿いに形成されており、上安本・下安本集落がある。国道の西側の御所野地区には横手第一工業団地が形成されており、1971年以降、精密機械や自動車部品の工場が操業している。
全域が都市計画区域に含まれるが、区域区分非設定区域となっている。都市計画法上の用途地域では、御所野地区の工業団地が工業専用地域に、それ以外は未指定である。

### 小字
2024年（令和6年）10月5日時点での「横手市（秋田地方法務局大曲支局）登記所備付地図データ」、デジタル庁公表の「アドレス・ベース・レジストリ」の「秋田県 横手市 町字マスター（フルセット） データセット」、横手市公表のオープンデータによれば、安本の小字は以下の通りである。
| 町・字 | 町・字     | 出典 | 出典         | 出典       |
| 大字   | 小字       | 登記 | 町字マスター | 行政区一覧 |
| ------ | ---------- | ---- | ------------ | ---------- |
| 安本   | 字尼辺     | ○    | ○            | ○          |
| 安本   | 字安本     | ○    | ○            | ○          |
| 安本   | 字下御所野 | ○    | ○            | ○          |
| 安本   | 字御所野   | ○    | ○            | ○          |
| 安本   | 字大道添   | ○    | ○            | ○          |
| 安本   | 字中御所野 | ○    | ○            | ○          |
| 安本   | 字中谷地   | ○    | ○            | ○          |
| 安本   | 字中通西   | ○    | ○            | ○          |
| 安本   | 字中通東   | ○    | ○            | ○          |
| 安本   | 字南御所野 | ○    | ○            | ○          |
| 安本   | 字南尼辺   | ○    | ○            | ○          |
| 安本   | 字北下り   | ×    | ○            | ○          |
| 安本   | 字北御所野 | ○    | ○            | ○          |
| 安本   | 字北野添   | ○    | ○            | ○          |
| 安本   | 字本田下   | ○    | ○            | ○          |

## 歴史
中世の南北朝時代には出羽国山本郡のうち安本郷として地名が見える。安本郷の範囲は後年の安本村より広範囲に及んでいたと推定され、東方の山麓の南側に安本館、西方の金沢西根に元安本・元村の字名があるのはこの名残と思われる。
正保4年（1647年）の『出羽国知行高目録 下』では、安本村として村名が見える。享保8年（1723年）の『仙乏郡群境本村支村御高共調帳』によれば、安本村は家数42軒、当高292石余の新田村であり、枝郷に御処野村（家数5軒）がある。御処野村は『享保郡邑記』などでは御所野村と表記される。御所野村は、寛文4年（1664年）に茂木弥三郎および横手給人の上遠野監物・上遠野小左衛門・小貫次右左衛門によって開墾され、当初は平鹿郡杉沢村の枝郷だったが、享保年間に安本村の枝郷となった。

### 沿革
- 1873年（明治6年）2月 - 秋田県第5大区小7区に属する[17]。
- 1889年（明治22年）4月1日 - 町村制施行に伴い、金沢村・金沢本町村・金沢中野村・安本村・野荒町村が合併し、金沢村となる[18]。安本村は金沢村大字安本となる[6]。
- 1897年（明治30年） - 町制施行して金沢町となる[19]。金沢町大字安本となる[6]。
- 1956年（昭和31年）9月30日 - 金沢町が横手市に編入。横手市安本となる[6]。
- 1972年（昭和47年） - 御所野地区に工業団地の造成を開始[20]。翌年には厚木自動車部品（現・Astemo）が進出[20]。（詳細は柳田・横手第二工業団地#歴史を参照）

## 世帯数と人口
2020年（令和2年）10月1日現在の世帯数と人口は以下の通りである。
| 大字 | 小字       | 世帯数  | 人口  |
| ---- | ---------- | ------- | ----- |
| 安本 | 字尼辺     | 3世帯   | 7人   |
| 安本 | 字北御所野 | 38世帯  | 112人 |
| 安本 | 字中谷地   | 18世帯  | 57人  |
| 安本 | 字南御所野 | ‐世帯   | ‐人   |
| 安本 | 字安本     | 35世帯  | 106人 |
| 安本 | 字大道添   | 23世帯  | 73人  |
| 安本 | 字本田下   | 12世帯  | 28人  |
| 計   | 計         | 129世帯 | 383人 |

### 人口・世帯数の推移
以下は国勢調査による1995年（平成7年）以降の人口の推移。
| 年                 | 人口 |
| ------------------ | ---- |
| 1995年（平成7年）  | 535  |
| 2000年（平成12年） | 515  |
| 2005年（平成17年） | 475  |
| 2010年（平成22年） | 456  |
| 2015年（平成27年） | 417  |
| 2020年（令和2年）  | 383  |

以下は国勢調査による1995年（平成7年）以降の世帯数の推移。
| 年                 | 世帯数 |
| ------------------ | ------ |
| 1995年（平成7年）  | 134    |
| 2000年（平成12年） | 136    |
| 2005年（平成17年） | 135    |
| 2010年（平成22年） | 133    |
| 2015年（平成27年） | 133    |
| 2020年（令和2年）  | 129    |

## 小・中学校の学区
市立小・中学校に通う場合、学区（校区）は以下の通りとなる。
| 小字 | 小学校               | 中学校               |
| ---- | -------------------- | -------------------- |
| 全域 | 横手市立横手北小学校 | 横手市立横手北中学校 |

## 交通

### 鉄道
鉄道駅はない。最寄り駅は■奥羽本線の後三年駅。

## 施設
- 万栄寺（字尼辺112番地）[27]
山号：猿橋山、宗派：浄土真宗本願寺派、本尊：阿弥陀如来
文治5年（1189年）、奥州藤原氏の滅亡に際し、照井太郎高治は藤原泰衡の後衛を務めたが、途中で討死した。その子である太郎武信は、和賀郡沢内村（現・岩手県和賀郡西和賀町）の猿橋で入道し、一寺を建立して一族の菩提を弔った。弘治年間に猿橋の地を離れ、六郷本堂城周辺を経て、現在地・安本へと移転した。元和6年（1620年）に浄土真宗本願寺派の末寺として認可され、万栄寺の寺号を賜った[28]。